# Caldarola
Caldarola (Cardaròla in dialetto maceratese) è un comune italiano di 1 621 abitanti della provincia di Macerata, nelle Marche.
Il paese è risultato fortemente danneggiato dalla sequenza sismica del 2016/17 "Amatrice - Norcia - Visso", soprattutto dalle scosse del 26 ottobre e del 30 ottobre 2016, che hanno rovinato in maniera irreparabile gran parte del patrimonio storico e gli edifici scolastici.

## Geografia fisica
Caldarola è un paese che si eleva dai 259 ai 1148 m s.l.m., la casa comunale si trova a 314 m s.l.m..

### Caratteristiche del territorio
Il comune di Caldarola, insieme con i comuni di Belforte del Chienti, Camporotondo di Fiastrone, Cessapalombo e Serrapetrona, fa parte dei cosiddetti "Cinque comuni", che occupano la porzione centrale dell'entroterra maceratese per una estensione di 119,18 km² pari al 4,3% della superficie della provincia di Macerata. Il territorio è allungato in senso nord-sud e si estende alle pendici dell'dorsale appenninica umbro-marchigiana. Il dislivello altimetrico è di 985 m, la zona a quota più alta è quella della sorgente Ribotto, che si trova nel comune di Cessapalombo nel suo punto più meridionale, sotto il Pizzo di Chioggia; la zona a quota più bassa è nel comune di Belforte del Chienti, a nord-est del territorio in esame, in contrada Moricuccia nel punto dove il Chienti affluisce nel lago Le Grazie.
I "Cinque comuni" sono compresi nella Comunità montana dei Monti Azzurri che ha sede a San Ginesio, gli altri comuni che ne fanno parte sono: Colmurano, Gualdo, Loro Piceno, Monte San Martino, Penna San Giovanni, Ripe San Ginesio, Sant'Angelo in Pontano, San Ginesio, Sarnano e Tolentino.
I rilievi che costituiscono la zona occidentale del territorio comunale non raggiungono notevoli altitudini e fanno parte della dorsale marchigiana nella fascia più esterna della catena appenninica umbro-marchigiana (catena montuosa che fa da spartiacque fra il versante adriatico e quello tirrenico). I maggiori rilievi, nel territorio comunale, caratterizzati da forme morbide ed arrotondate, sono Poggio la Pagnotta (1148 m) e Poggio la Serra (1070 m).
La perimetrazione del Parco nazionale dei Monti Sibillini non interessa il comune di Caldarola, seppure si trova molto in prossimità.
La montagna occupa una discreta parte della superficie di tutta l'area; la parte restante è costituita prevalentemente da colline di altezza inferiore ai 700 metri, mentre le zone con quote al di sotto dei 300 metri occupano un'estensione estremamente ridotta e limitata alla stretta fascia dei solchi fluviali.
Le colline degradano dolcemente costruendo un paesaggio estremamente variato con pendii a volte anche ripidi a fronte dei versanti incisi dai corsi d'acqua.
L'utilizzazione di questa fascia collinare è stata tradizionalmente di tipo silvo-colturale e il paesaggio è storicamente caratterizzato da piccoli poderi mezzadrili trattati a policoltura le cui tracce sono visibili nella parcellizzazione dei fondi e obbligata dall'allungamento delle pendenze che ancora oggi determina il disegno dei campi.
- Superficie territoriale: 2908 ha
- Superficie agraria utilizzata (dati 1990): 1373 ha (47%)
- Superficie olivata (dati 1991): 102 ha (7,4%)

Il reticolo idrografico del maceratese si articola in numerosi corsi d'acqua abbastanza brevi ed a regime torrentizio, sui quali insistono bacini di limitata estensione territoriale, la cui presenza è però fondamentale per l'organizzazione del territorio.
Il principale fiume che attraversa il territorio comunale è il Chienti nel suo medio corso. Fiume che nasce dalla confluenza di due corsi d'acqua equivalenti (il Chienti di Gelagna e il Chienti di Pieve Torina) a monte del Lago di Polverina. Dopo aver costeggiato lo sperone di roccia sul quale si ergono i ruderi della Rocca dei Varano, scorre nella gola profondamente incisa fra Monte Letegge e Monte Fiungo, e quasi all'uscita della gola, nel territorio di Caldarola, un altro sbarramento interessa il corso del Chienti e origina il lago artificiale di Caccamo (detto anche di Borgiano), al quale a breve distanza fa seguito quello di Belforte. Da questo punto il fiume lascia la zona più rilevata ed inizia il suo percorso nel paesaggio collinare. 
Il Chienti segna in alcuni punti il confine fra i Comuni di Caldarola e di Serrapetrona. 
La costruzione e la presenza degli invasi artificiali hanno modificato in modo abbastanza vistoso sia il corso del fiume che l'assetto del bacino idrografico.
| Nome dell'invaso    | Centrale alimentata | Capacità (m³) | Anno di entrata |
| ------------------- | ------------------- | ------------- | --------------- |
| Lago di Fiastra     | Valcimarra          | 21 000 000    | 1955            |
| Lago di Polverina   |                     | 8 000 000     | 1967            |
| Lago di Caccamo     | Belforte I          | 4 600 000     | 1954            |
| Lago di Santa Maria | Belforte II         | 600 000       | 1955            |
| Lago le Grazie      | Ributino            | 1 500 000     | 1963            |

## Storia
Caldarola, sorta probabilmente come villaggio rurale in epoca precedente al IX-X secolo e divenuta, durante il periodo medievale della lotta tra Papato e Impero, feudo dello Stato Camerte, agli inizi del Quattrocento ottiene l'indipendenza sancita dalla bolla di emancipazione di papa Eugenio IV (1434), avviandosi ad un periodo di fioritura che culmina nel pieno Cinquecento.
Il paese risente in particolare dell'intensa opera di aggiornamento urbanistico promossa da papa Sisto V a Roma nei cinque anni del suo pontificato (1585-1590), soprattutto per merito dei cardinali creati dal papa piceno. Evangelista Pallotta, elevato alla porpora nel 1587 dopo un rapido cursus honorum percorso all'ombra dell'autoritario pontefice, fu particolarmente alacre nell'abbellire la sua città di origine, Caldarola, sviluppando un piano urbanistico di grande respiro che in pochi anni ridisegnò il volto del centro medievale con la creazione di un'ampia piazza sulla quale prospetta il nuovo palazzo cardinalizio, la Collegiata di San Martino ed il Santuario di Maria SS del Monte, ma anche di opifici destinati ad incrementare le attività artigianali del territorio.
Il cardinale Pallotta si avvalse del pennello di Simone De Magistris e della sua scuola per decorare i nuovi edifici da lui realizzati: egli riconobbe infatti in Simone De Magistris il più importante pittore attivo nel territorio alla fine del Cinquecento, nonché l'interprete più avvertito delle rinnovate istanze dell'arte sacra sancite in occasione del Concilio di Trento ed il più fecondo autore di opulente decorazioni ispirate allo stile sistino, caratterizzate dall'interazione fra l'apparato plastico in stucco ed i dipinti murali.

## Monumenti e luoghi d'interesse

### Architetture religiose
- Collegiata di San Martino (gravemente danneggiata dal sisma del 2016)
- Santuario di Santa Maria del Monte (gravemente danneggiato dal sisma del 2016)
- Chiesa dei Santi Gregorio e Valentino (gravemente danneggiata dal sisma del 2016)
- Monastero delle Canonichesse Regolari Lateranensi (gravemente danneggiato dal sisma del 2016)
- Chiesa di Santa Maria delle Grazie a Borgo Piandebussi  (gravemente danneggiata dal sisma del 2016)
- Pievefavera, Chiesa di Santa Maria Assunta (danneggiata dal sisma del 2016 e riaperta al culto il 10 novembre 2019)
- Valle, Chiesa della Madonna della Valle (danneggiata dal sisma del 2016)
- Valcimarra, Chiesa dei Santi Pietro e Biagio  (gravemente danneggiata dal sisma del 2016)
- Sasso, Santuario della Madonna del Sasso  (gravemente danneggiato dal sisma del 2016)
- Sasso, Abbazia di San Benedetto de crypta in saxo latronis, ruderi
- Croce (Caldarola), Chiesa della Santa Croce (danneggiata dal sisma del 2016)
- Vestignano, Chiesa dei Santi Martino e Giorgio (danneggiata dal sisma del 2016)

### Architetture militari
- Castello di Pievefavera
- Castello di Vestignano
- Castello di Croce

### Architetture civili
- Castello Pallotta (gravemente danneggiato dal sisma del 2016)
- Palazzo dei cardinali Pallotta (gravemente danneggiato dal sisma del 2016)
- Teatro comunale (gravemente danneggiato dal sisma del 2016)
- Palazzo Sparapani nel Castello di Pievefavera
- Antiquarium di Pievefavera, museo archeologico comunale
- Area Archeologica di Pievefavera

### La scuola pittorica caldarolese

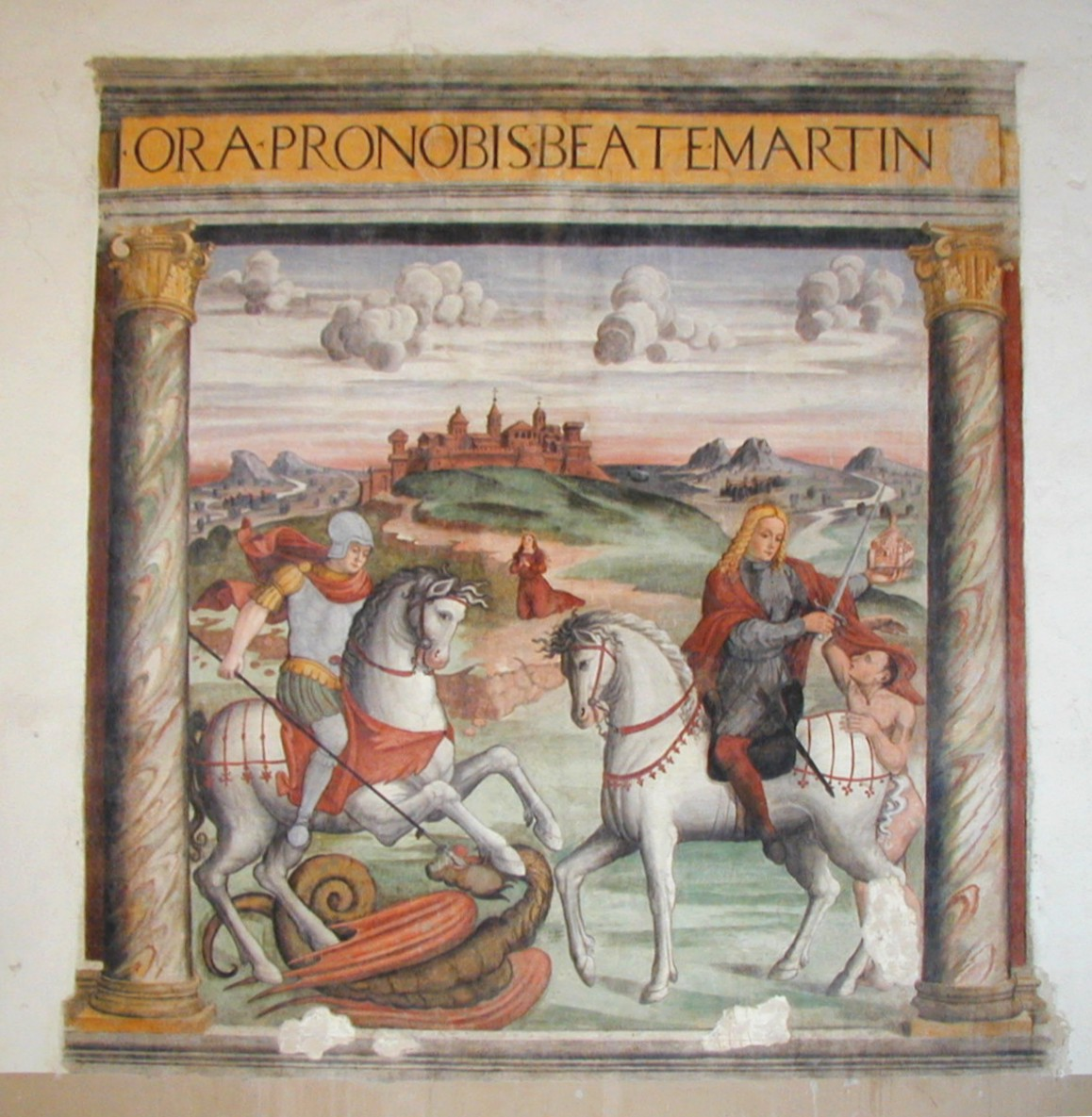
G. A. De Magistris, metà Cinquecento, S Giorgio e S Martino, affresco, Vestignano
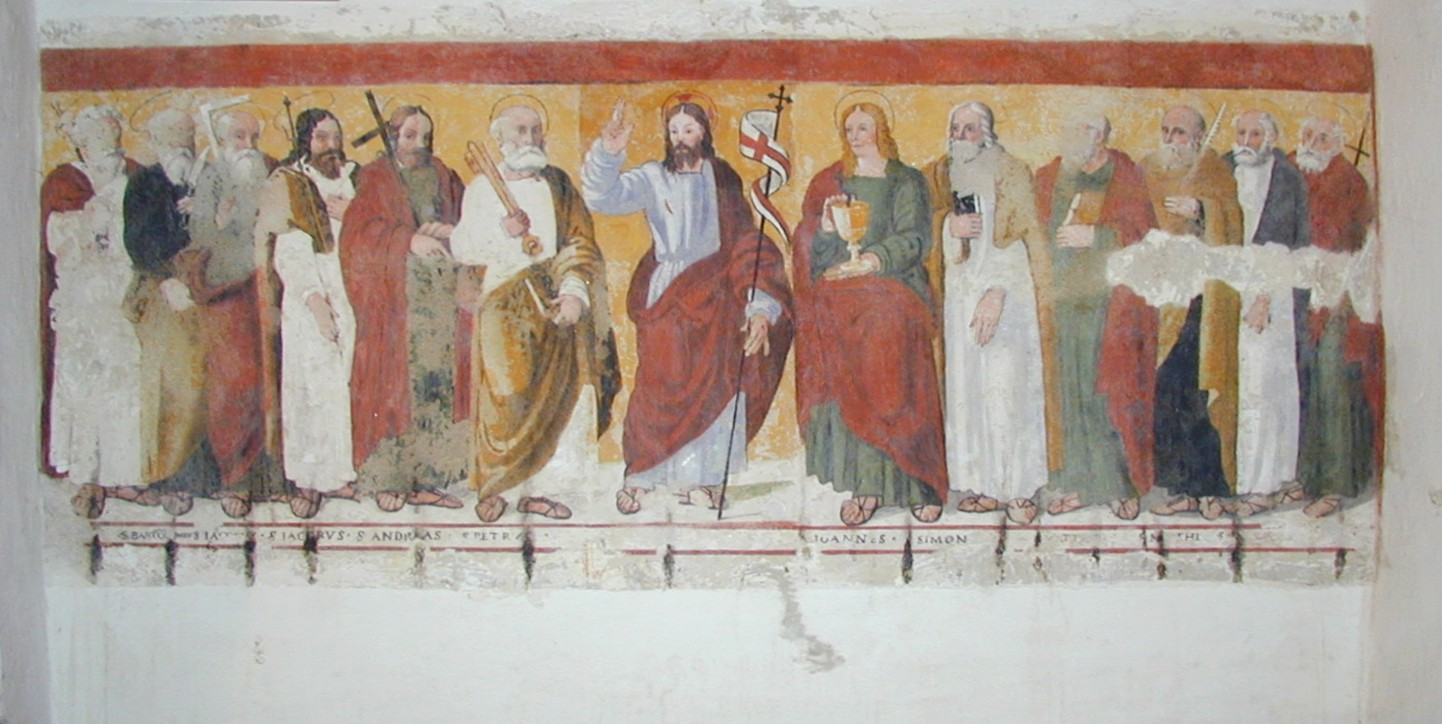
G. A. De Magistris, metà Cinquecento, Gesù fra gli Apostoli, affresco, Vestignano
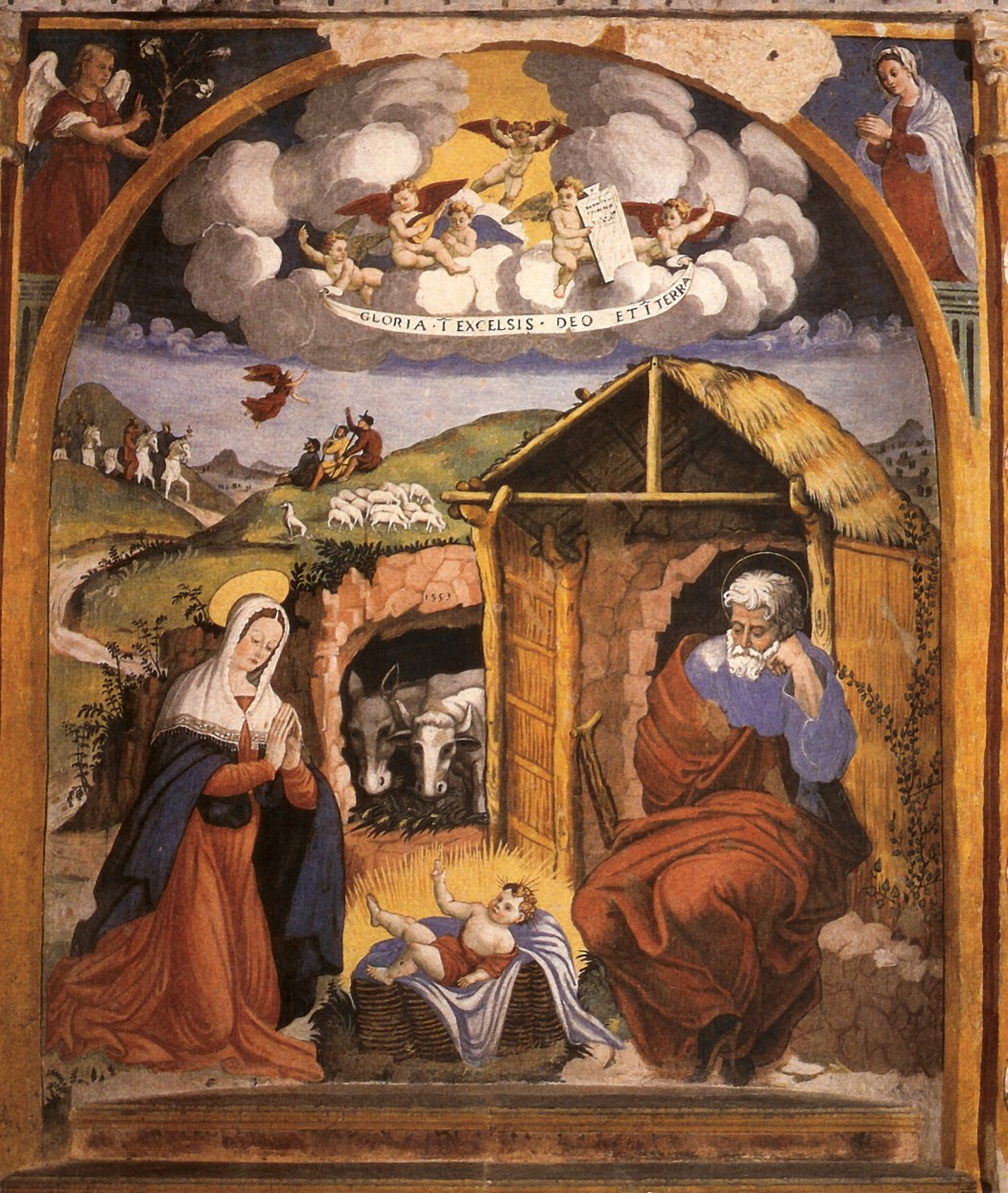
G. A. De Magistris, metà Cinquecento, Presepe con Annunciazione, affresco, Vestignano
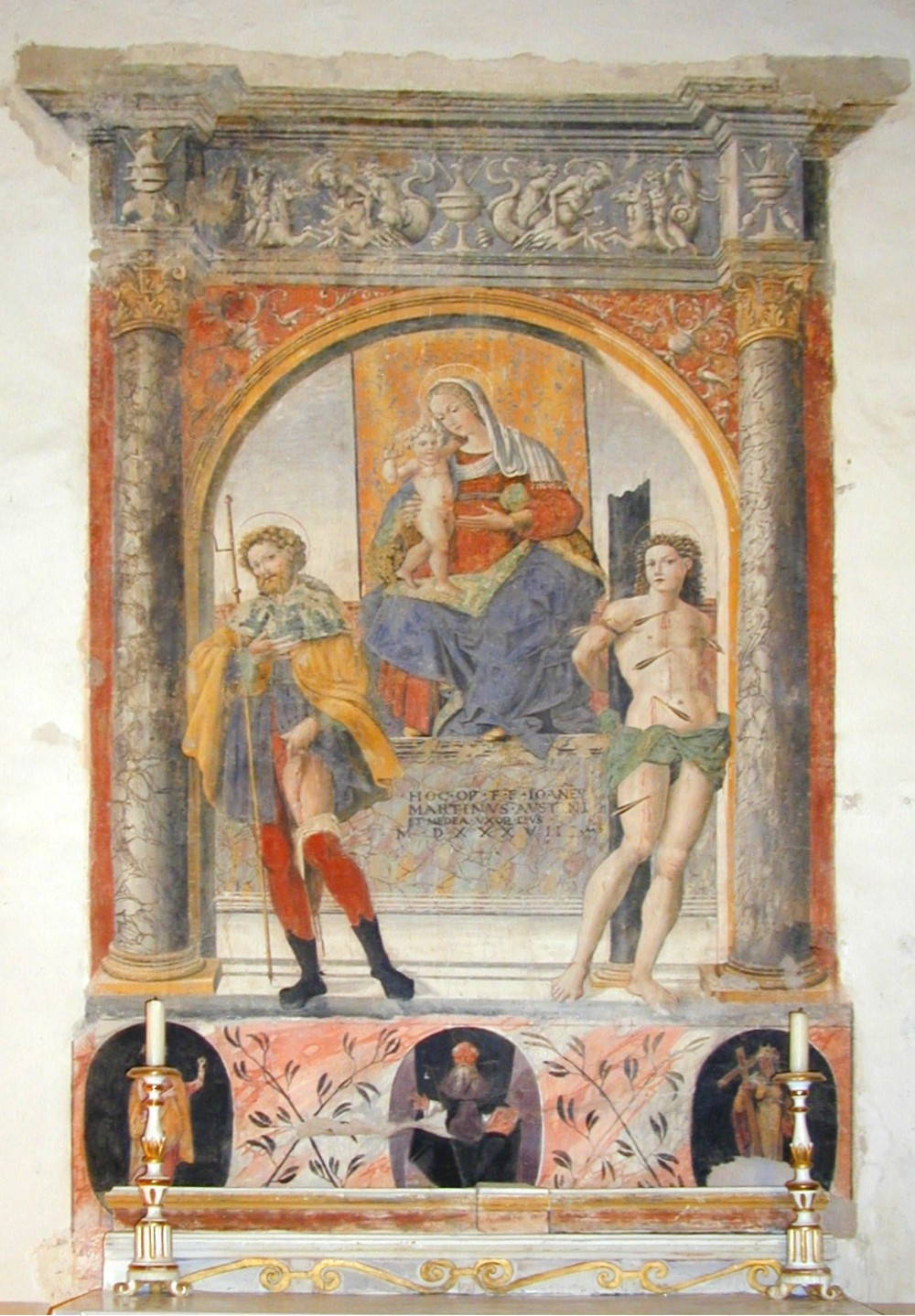
G. A. De Magistris, metà Cinquecento, Madonna con Bambino e Santi, affresco, Vestignano
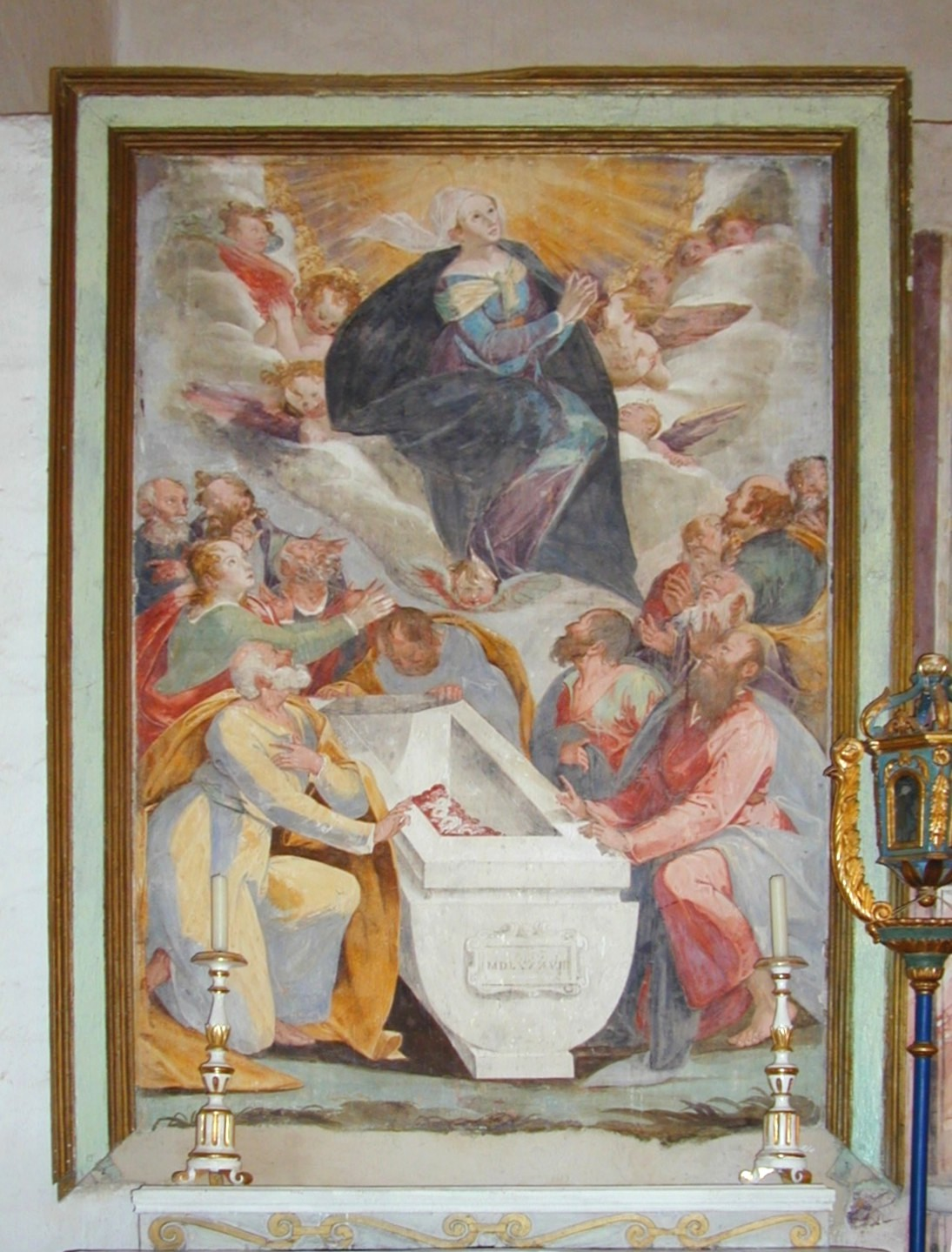
S. De Magistris, Assunzione della Vergine, 1587-88, affresco, altare laterale, Vestignano
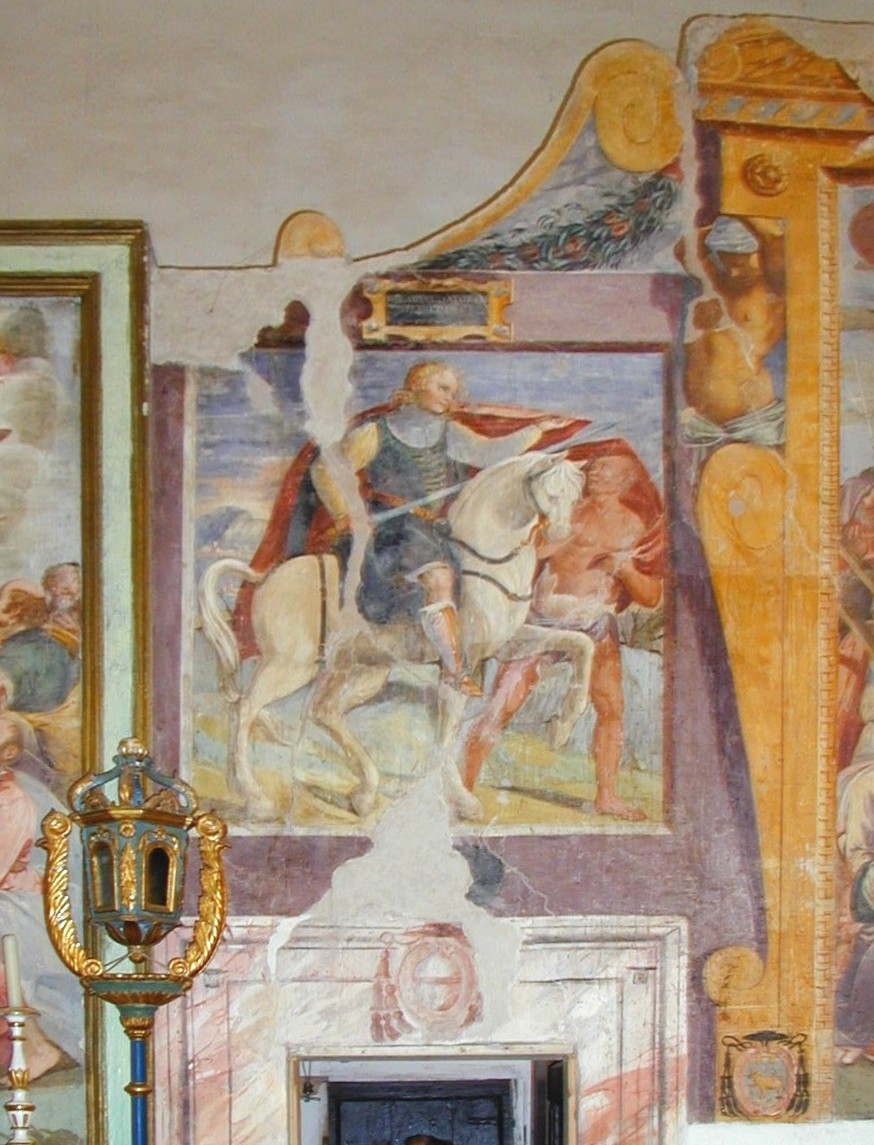
S. De Magistris, S. Martino, 1587-88, affresco, Vestignano
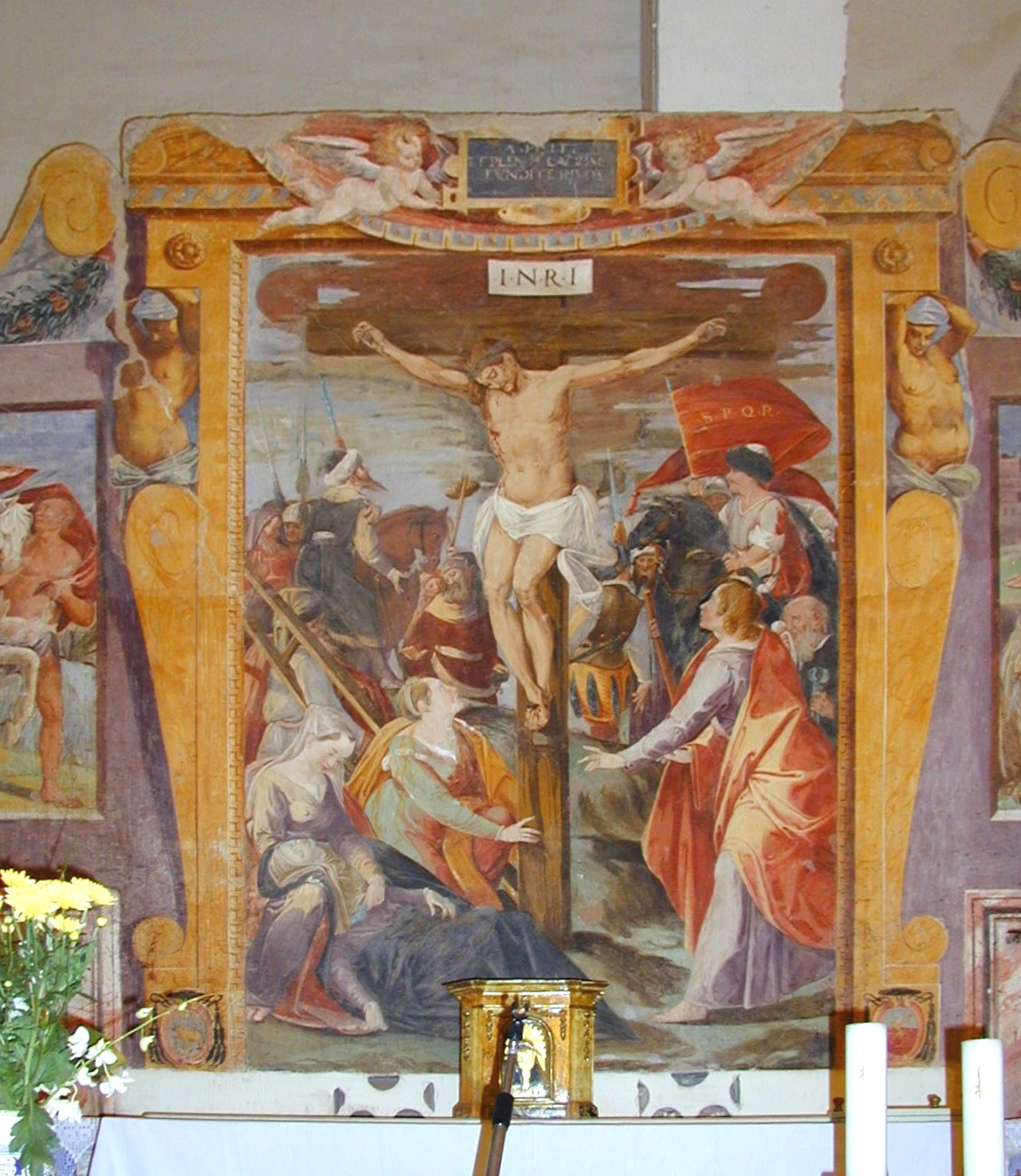
S. De Magistris, Calvario e Santi, 1587-88, affresco, altare centrale, Vestignano
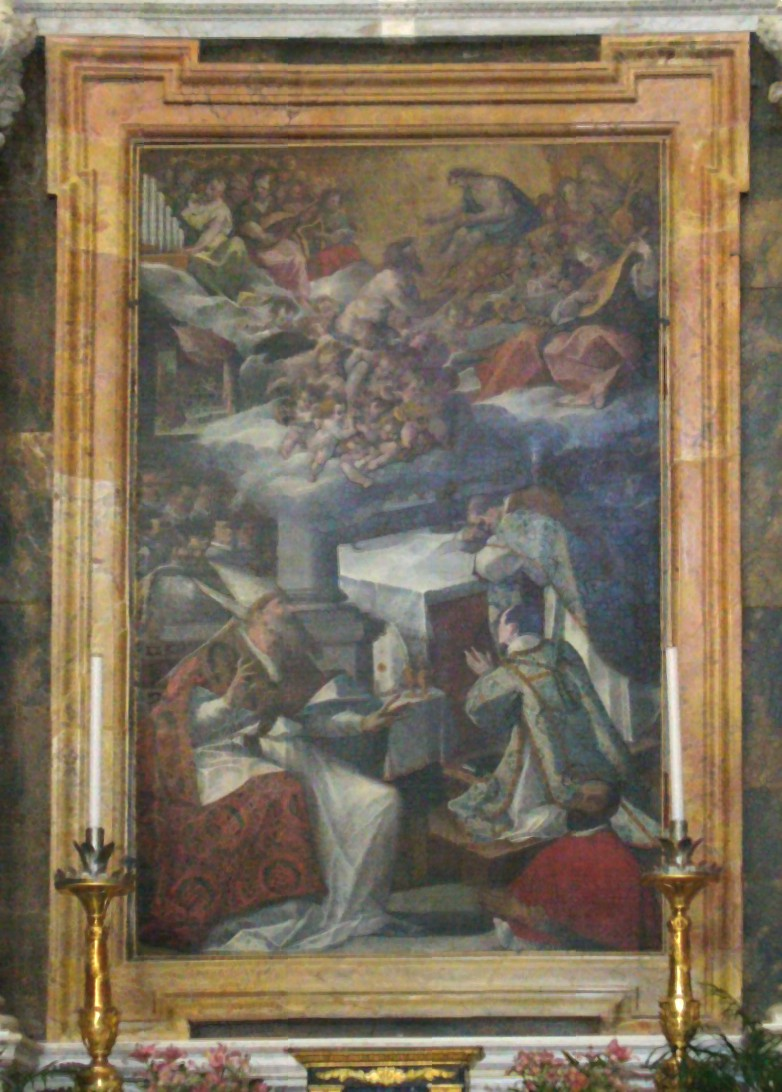
S. De Magistris, Transito di S. Martino, 1594, olio su tela, 349 x 200, altare maggiore, Collegiata di S: Martino, Caldarola

## Società

### Evoluzione demografica
Abitanti censiti

### Lo sviluppo demografico
Lo studio dello sviluppo della demografico presenta notevoli difficoltà, soprattutto nei secoli precedenti l'Ottocento. Per tale periodo, sinteticamente, si descrive quella che è stata la situazione nella provincia di Macerata facendo riferimento agli studi della Troscè pubblicati in Atti e Memorie del 1973.
Il primo censimento ufficiale dello Stato Pontificio fu ordinato nel 1656 da papa Alessandro VII e nel 1675 fu compilato il terzo catasto, il numero degli abitanti nelle due epoche non doveva essere di molto cambiato. Un'economia esclusivamente agricola accompagnata a piccole attività artigianali e commerciali necessarie alla vita quotidiana.
I proprietari terrieri nel 1675 rappresentavano circa il 6% della popolazione e nel 1782 il 3%, una forte tendenza all'accentramento della terra in poche mani.
Intorno alla metà del Cinquecento i proprietari erano in maggioranza laici, ma nei secoli questo genere di proprietà subì veri tracolli, mentre quella ecclesiastica (conventi, monasteri, compagnie, confraternite..) cominciò ad aumentare consistentemente.
Della proprietà laica la fetta più grossa appartenne alla classe dei nobili ai quali andò la maggiore estensione coltivata a cereali, a vigna, a ulivo, ad alberi da frutto. 
Il nuovo assetto amministrativo, scaturito dall'unificazione del Regno, determinò a livello regionale una ridistribuzione della popolazione.
Attraverso le serie storiche della popolazione che l'ISTAT ha ricostruito in modo omogeneo è possibile verificare come la situazione nel corso di 134 anni sia mutata profondamente.
Caldarola aveva raggiunto nel 1911 il massimo numero di presenze pari a 3 265 e da allora ha perso progressivamente popolazione fino al punto di giungere al dimezzamento in ottant'anni (1911-1991). In generale durante l'intero periodo considerato la popolazione residente nelle aree montane è quasi dimezzata, dal 1951 si assiste al cosiddetto spopolamento rurale e montano; perdono di consistenza le zone interne a favore di quelle litoranee.
A partire dagli anni 1960 si assiste ad un rapido cambiamento delle forme insediative, con una riduzione della popolazione che vive nelle case sparse e di una parallela crescita di quella residente nei centri abitati.
Dagli anni 1950 ad oggi il rapporto fra la popolazione attiva e la totalità dei residenti è passato dal 48% al 38% per quanto riguarda l'agricoltura, mentre negli anni 1950 il 71% dei lavoratori svolgeva la loro attività in campagna, negli anni 1960 la percentuale era in media del 65%, nel 1971 scese al 53% per giungere nel 1991 al solo 15%.

## Geografia antropica

### Frazioni

#### Bistocco

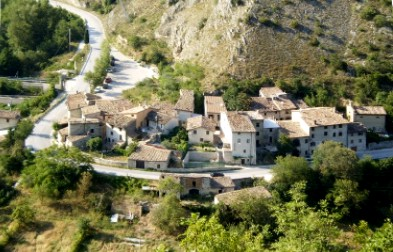
Vista di Bistocco dal Santuario della Madonna del Sasso, Caldarola (MC)

La frazione di Bistocco si trova lungo il corso del fiume Chienti ed è costituito da un piccolo agglomerato sviluppato interamente sui due lati di una strada che termina nella chiesa di San Rocco. Nell'ambito del territorio ascritto a questa frazione si trovano i ruderi di due torri di avvistamento facenti parte del sistema di fortificazione dei Da Varano. Una si trova lungo la strada provinciale a metà strada fra Bistocco e Valcimarra ed è a pianta quadrangolare, l'altra è posta ad ovest dell'abitato ed è a pianta circolare.

#### Croce
Il castello di Croce del XIV secolo mantiene intatta la struttura di un notevole sistema di fortificazioni realizzate con grosse pietre squadrate. Dell'antica fortezza rimane la torre poligonale, oggi campanile della chiesa parrocchiale. Anche qui sono conservate numerose opere pittoriche di Nobile da Lucca e dei De Magistris.
Non è noto se l'insediamento alto medioevale ebbe fasi di vita precedenti. Non lo rivela il toponimo, né le notizie pervenute. 
Finita l'era castellare, cresciuta la popolazione attivissima in agricoltura, il paese si è sviluppato più in basso, a fianco alla zona difesa, con case d'agricoltori affiancate da stalle e capanne piene di fieno e attrezzi agricoli. Il territorio è particolarmente ricco di uliveti dove è presente prevalentemente olivi della varietà Coroncina e della varietà Oliva grossa che localmente viene detta "Oliva grossa di Croce"

#### Pievefavera

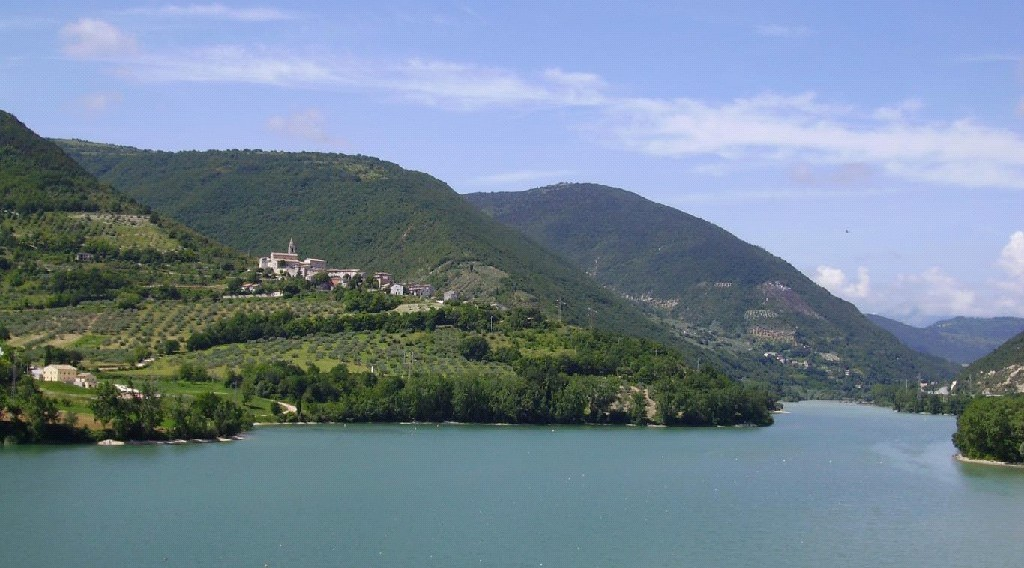
Vista del Castello di Pievefavera immerso negli uliveti con presenza prevalente di cultivar Coroncina, Caldarola

Di interesse ambientale e paesaggistico è Pievefavera le cui colline, coperte di ulivi, scendono gradatamente sul lago sottostante e costituisce l'areale prevalente della cultivar Coroncina, varietà di olivo marchigiana per la produzione di olio di ottima qualità, molto fruttato, amaro e pungente, con sentore di carciofo, di colore verde intenso, ad elevato contenuto in polifenoli e clorofilla e buon rapporto insaturi/saturi. Altre varietà locali accompagnano la Coroncina nei vecchi oliveti, garantendone probabilmente l'impollinazione, dato che la maggior parte delle varietà di olivo è autosterile e necessita di altre varietà intercompatibili. È presente nel territorio il Piantone di Mogliano detto in questa zona "Oliva Riccia", e in percentuali minori troviamo l'Orbetana (sinonimi "Oliva Sarga", “Bastarda”), l'Oliva grossa di Croce, l'Ascolana Dura, il Moraiolo (sinonimo "Folignata") ma anche Frantoio e Leccino.
Nella parte alta del paese, si innalza il castello risalente al XIII secolo, che conserva quasi intatta la struttura muraria con tre cortine e quattro torri. 
Lungo la sponda meridionale del lago sorge un'area archeologica di epoca romana dove sono presenti strutture di età tardo repubblicana appartenenti alla pars rustica di una villa. Nei pressi è situato l'Antiquarium dove sono conservati i materiali archeologici.

#### Valcimarra

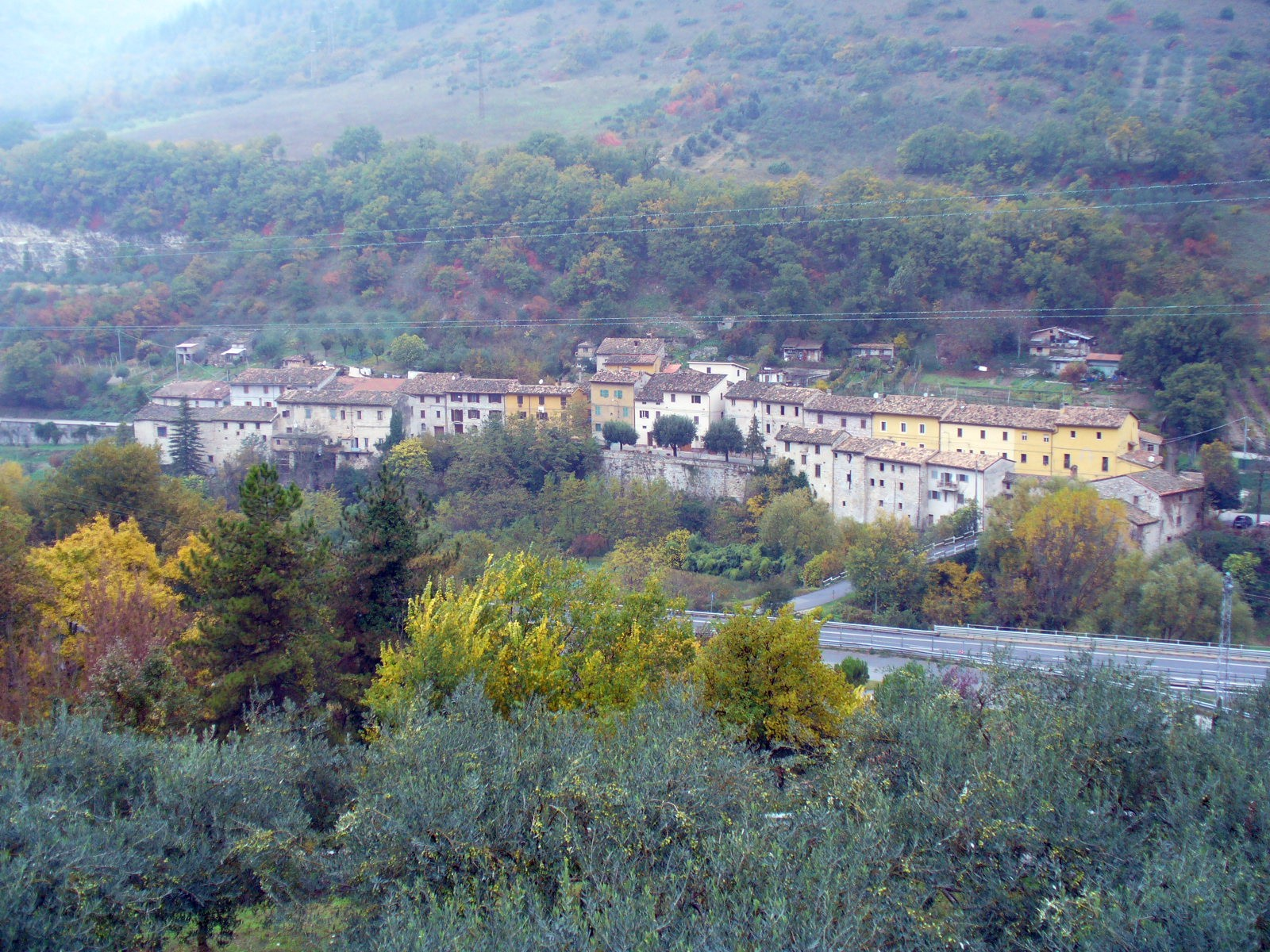
Vista dell'abitato di Valcimarra. In primo piano uliveti di Coroncina, Caldarola

La frazione di Valcimarra si trova lungo il corso del fiume Chienti, composto da due nuclei abitati Valle che è situata in prossimità delle sponde del fiume e Colle arroccato sulle propaggini rocciose che sovrastano la sponda sud. 
Il toponimo secondo alcune ipotesi potrebbe derivare dal greco Keimarron, torrente, ma la leggenda parla anche della sibilla Cimarra che avrebbe dovuto trovarsi sulle rupi presenti nella valle. 
Oltre ai due nuclei insediativi antichi, esistono ancora una torre di avvistamento dell'antico sistema di difesa dei Da Varano, e la costruzione di una piccola chiesa della Madonna del Sasso e i ruderi dell'Abbazia di San Benedetto de cripta in saxo latronis.

#### Vestignano

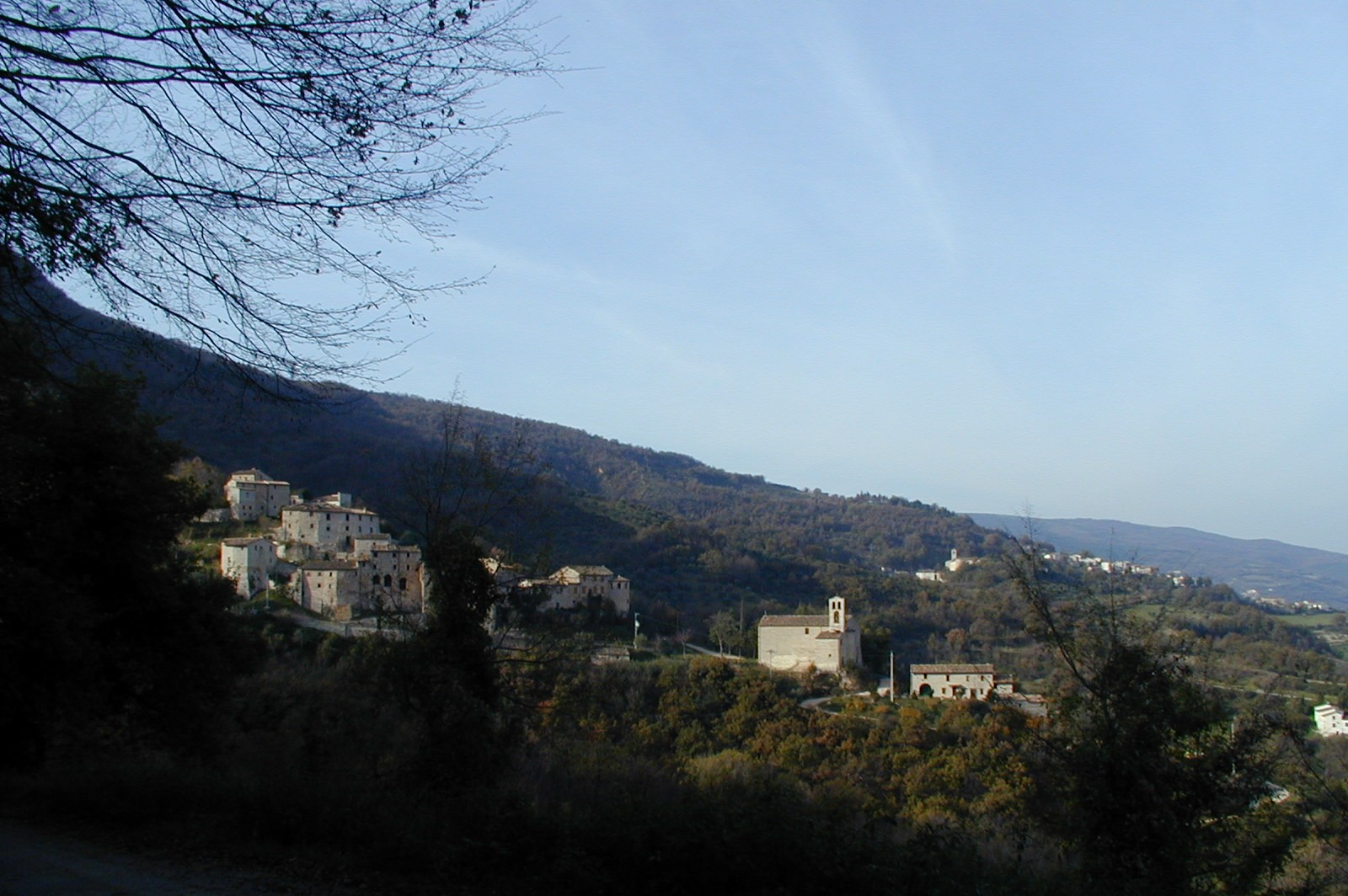
Vista del Castello di Vestignano, Caldarola

Nelle vicinanze di Caldarola sorge la frazione di Vestignano, antico castello appartenente dal IX secolo all'Abbazia di San Clemente a Casauria in Abruzzo.
Rimangono a Vestignano consistenti resti dell'impianto urbanistico medievale, quali un torrione cilindrico angolare e la cinta muraria in pietra, risalente al XIV secolo. All'esterno delle mura sorge la duecentesca chiesa di San Martino, rimaneggiata nel XVI secolo.
La prima citazione datata di Vestignano, corte del comitato di Camerino, compare nel 969 in un elenco di possedimenti dell'Abbazia di San Clemente a Casauria, oggetto di un diploma dell'imperatore Ottone I. Successivamente in un atto notarile del 1102, il conte di Camerino Garendo si fece mallevatore davanti all'abate di Casauria Grimaldo per la cessione il locazione perpetua delle terre di Vestignano ad alcuni uomini di cui riferisce i nomi. Studiosi di storia locale ritengono, nel XII secolo, di poter supporre l'esistenza di un discreto nucleo abitativo e di una chiesa rurale che potrebbe essere stata l'antica San Martino. 
Inoltre ci dice possa essere verosimile credere che all'epoca del possesso dei Varano (1468), del Vicariato di Summonte (1538) e del terziere di Sessanta (1568) sia avvenuta un considerevole incremento demografico e di conseguenza una cospicua edificazione sia di tipo residenziale che religioso.

## Infrastrutture

### Strade
Il principale collegamento è la superstrada SS 77 (collegamento est-ovest da Civitanova Marche a Foligno) ed ha lo svincolo "Caldarola" che permette direttamente di raggiungere la cittadina.

## Amministrazione
| Periodo        | Periodo        | Primo cittadino        | Partito                                                       | Carica  | Note  |
| -------------- | -------------- | ---------------------- | ------------------------------------------------------------- | ------- | ----- |
| 1970           | 1971           | Massimiliano Cencelli  | Democrazia Cristiana                                          | Sindaco | [ 6 ] |
| 1971           | 1980           | Nicola Fabbroni        | Democrazia Cristiana                                          | Sindaco | [ 6 ] |
| 1980           | 1985           | Fedro Buscalferri      | Partito Comunista Italiano                                    | Sindaco | [ 6 ] |
| 4 giugno 1985  | 25 maggio 1990 | Fedro Buscalferri      | Partito Comunista Italiano                                    | Sindaco | [ 6 ] |
| 26 maggio 1990 | 23 aprile 1995 | Fedro Buscalferri      | Partito Comunista Italiano Partito Democratico della Sinistra | Sindaco | [ 6 ] |
| 24 aprile 1995 | 13 giugno 1999 | Fedro Buscalferri      | Centro-sinistra                                               | Sindaco | [ 6 ] |
| 14 giugno 1999 | 12 giugno 2004 | Fabio Lambertucci      | Centro-sinistra                                               | Sindaco | [ 6 ] |
| 13 giugno 2004 | 7 giugno 2009  | Fabio Lambertucci      | Lista civica                                                  | Sindaco | [ 6 ] |
| 8 giugno 2009  | 25 maggio 2014 | Mauro Capenti          | Uniti per Caldarola                                           | Sindaco | [ 6 ] |
| 26 maggio 2014 | 26 maggio 2019 | Luca Maria Giuseppetti | Per il bene in comune                                         | Sindaco | [ 6 ] |
| 27 maggio 2019 | 9 giugno 2024  | Luca Maria Giuseppetti | Per il bene in comune                                         | Sindaco | [ 6 ] |
| 10 giugno 2024 | in carica      | Giuseppe Fabbroni      | Cittadini al Centro                                           | Sindaco | [ 6 ] |

### Altre informazioni amministrative
- A livello ecclesiastico, Caldarola fa parte della Vicaria di San Ginesio, una delle 6 vicarie dell'arcidiocesi di Camerino-San Severino Marche.

## Sport
Caldarola può vantare anche una bella realtà sportiva, in considerazione della grandezza del paese. L'U.S. Caldarola, nella stagione 2004/05 ha sfiorato il play off in Eccellenza.
Ha conquistato la Coppa Italia Marche nella stagione 2003/04, vincendo sul campo neutro di Jesi contro il Fossombrone per 1-0, goal siglato da Giuseppe Di Gioia al 17 minuto del secondo tempo.
Anche nella stagione successiva arriva in finale ma perdendo il match contro la Biagio Nazzaro. Grandi stagioni, che gli valsero il soprannome di Chievo delle Marche. In quei 3 anni d'oro si venne a formare una squadra con giocatori importanti come Pelusi, Proculo, Bugiolacchi o Figueroa. La squadra nonostante rappresentasse un paese piccolissimo, poteva competere con le "big" delle Marche. Dopo la partenza del dirigente Renato Monterotti e il successivo abbandono dell'allora presidente Luca Giuseppetti, si è registrato tuttavia un notevole calo delle prestazioni della squadra. Attualmente la squadra milita in Prima Categoria.
Notevole è anche la situazione sportiva della pallavolo: il settore femminile, sotto la guida del presidente Primo Cataldi, raggiunse storicamente la serie D (stagione 1997/98, facendo emergere sia tecnici come Romano Giannini, Roberto Vagni e Sandro Mobbili, sia giocatrici che per anni vestiranno la maglia bianco/rossa: Paola Magrini, Caterina Gazzellini, Ilaria Cardarelli, Sara Sciamanna, Enrica Orazi, Carla Biondi, Ilaria Meo, Laura Corvini..ecc. Dopo anni di alti e bassi nei risultati ed il passaggio della presidenza nelle mani di Riccardo Donati, la formazione, estremamente rinnovata con l'innesto di giovani locali, riacquistò prestigio con la vittoria del campionato di II divisione (2009/10) e dei playoff del campionato di I divisione (2011/12), guidata dal coach Mauro Cataldi. Attualmente, il settore femminile è sotto la guida degli allenatori Sandro Mobbili (Serie D e U18), Lorena Purini (U14 e minivolley). 
Per quanto riguarda il settore maschile, nella stagione 2011/12 è arrivata la prima ed unica promozione in serie D, dopo aver disputato un campionato dominato dalla prima giornata, a braccetto con il Corridonia. Attualmente la formazione è guidata dal coach Roberto Vagni, dopo aver visto come tecnici, nell'ordine: Stefano Pennesi (esonerato l'8/12/2012), Germano Baccifava (dimessosi il 09/12/2013) e Mauro Cataldi (dimessosi per incompatibilità di incarico dopo due vittorie su due gare il 21/12/2013).